# Charita Bauer
Charita Bauer (Newark, 20 dicembre 1922 – 28 febbraio 1985) è stata un'attrice televisiva statunitense.
Nata a Newark, New Jersey, Charita è conosciuta per aver interpretato il personaggio di Bert Bauer nella soap opera Sentieri (Guiding Light) per 34 anni, dapprima in radio, dal 1950 al 1956 e poi in televisione, dal 1952 al 1984.
L'aggravarsi della malattia della quale soffriva le impedì di continuare a lavorare nella soap opera, portandola alla morte nel febbraio del 1985; nella finzione però il personaggio di Bert morì molto tempo dopo la morte di Charita Bauer in quanto gli sceneggiatori, vista l'importanza del personaggio all'interno della soap, avevano inizialmente deciso di riassegnarlo ad una nuova attrice, per cui l'improvvisa assenza di Bert fu spiegata con un viaggio della donna a New York dove era andata a trovare la cognata Meta. In seguito al disappunto manifestato sia dei fan della soap sia dagli stessi attori nei confronti di un eventuale recast del personaggio (tale scelta era ritenuta poco rispettosa nei confronti dell'attrice che per decenni le aveva fedelmente prestato prima la voce ed in seguito pure il volto), gli autori decisero infine di non riassegnare il personaggio di Bert e di farla morire nel sonno nel giorno del suo ritorno nella sua casa di Springfield; la puntata della morte di Bert andò in onda negli Stati Uniti nella primavera del 1986 ad oltre un anno di distanza dalla morte dell'attrice che le aveva dato voce e volto per 34 anni.
Nel 1985 durante la cerimonia di consegna degli Emmy per il day-time venne dedicato un premio postumo a Charita Bauer per la sua fedeltà al personaggio di Bert ed alla soap Sentieri.